# 도요다촌 (시즈오카현 아베군)
도요다촌(일본어: 豊田村)은 일본 시즈오카현 우도군·아베군에 속했던 촌이다. 현재의 시즈오카시 스루가구 중동부와 아오이구 남부에 해당한다.

## 역사
- 1889년 4월 1일 - 정촌제 시행에 의해 우도군 도요다촌이 성립하였다.
- 1896년 4월 1일 - 군제 시행에 의해 아베군 도요다촌이 되었다.
- 1928년 10월 1일 - 시즈오카시에 편입해, 동일 도요다촌은 폐지되었다.
- 2005년 4월 1일 - 시즈오카시가 정령지정도시로 승격해, 구촌은 스루가구가 되었다.

## 교통

### 철도
- 시즈오카 철도
  - 시즈오카 시미즈선

현재는 JR도카이(도카이도 여객철도) 도카이도 본선 히가시시즈오카역과 JR화물(일본화물철도) 시즈오카 화물역이 지요다촌과의 경계에 위치하고 있지만, 당시에는 모두 미개업 상태였다.
전용철도는 도카이도 본선 시즈오카 역 분기의 동양 모슬린 전용선(이후 종부치 방적 지선) 오하마 제지 지선, 시즈오카 가스선 등이 놓여져 있었다. 

## 참고 문헌
- 角川日本地名大辞典編纂委員会,『角川日本地名大辞典 22 静岡県』, 角川書店, 1978年, ISBN 4040012208